# Masyw Włodarza

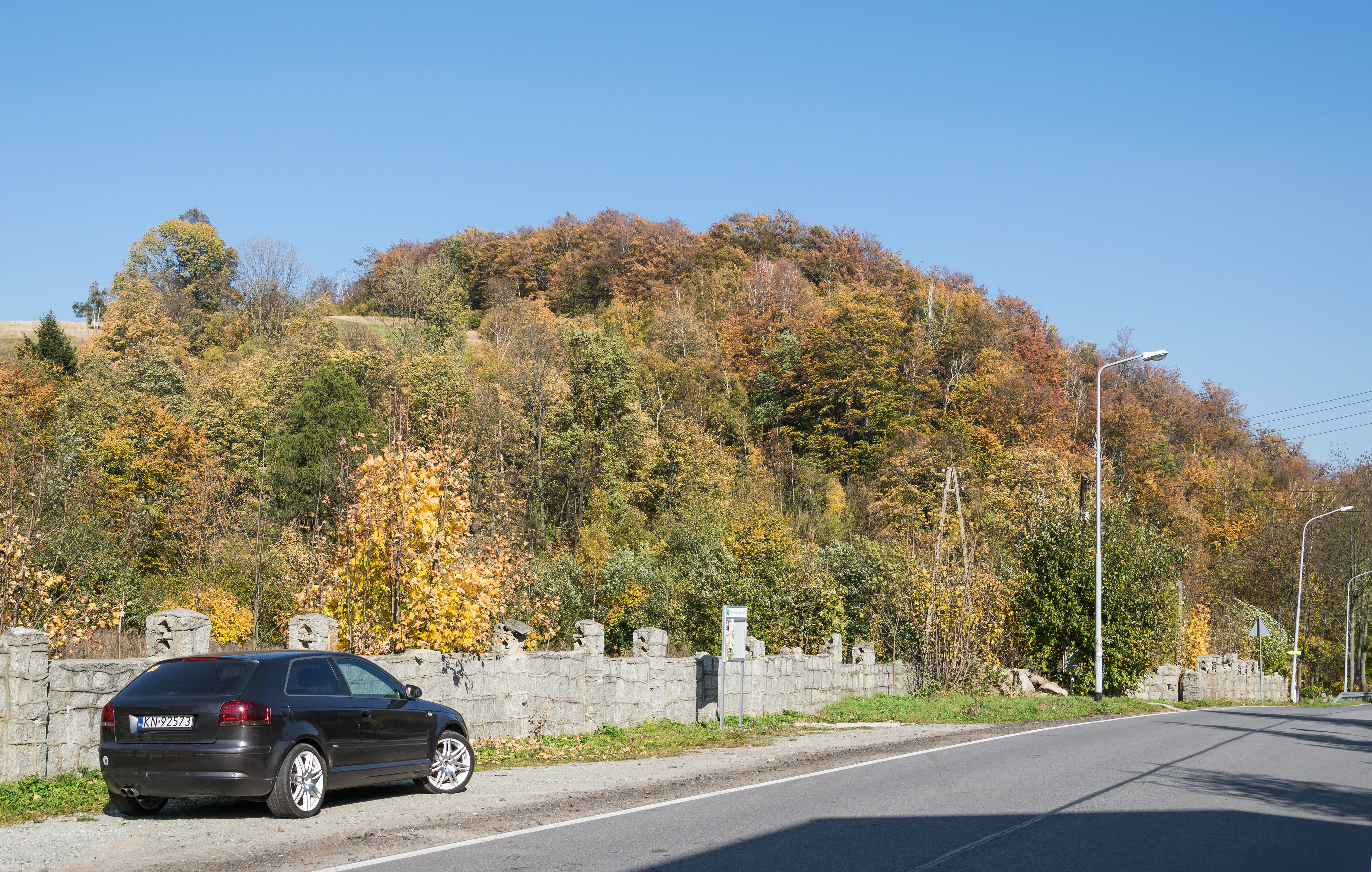
Ostra w Masywie Włodarza

Masyw Włodarza – masyw górski w południowo-zachodniej Polsce, w Sudetach Środkowych, w północno-zachodniej części Gór Sowich.

## Położenie
Masyw Włodarza położony jest w większości na terenie Parku Krajobrazowy Gór Sowich, na wschód od Głuszycy, w północno-zachodniej części Gór Sowich. Stanowi masyw oddzielnego pasma, ciągnącego się na północny zachód, od Przełęczy Sokolej przez Sokół, Moszną i Jaworek, aż po Stróżową Górę. Od głównego pasma Gór Sowich oddzielony jest Walimką, od Gór Suchych Wzgórzami Wyrębińskimi, a od Wałbrzyskich Bystrzycą.

## Charakterystyka
Masyw Włodarza stanowi oddzielną niewielką kulminację Gór Sowich i stanowi samodzielny człon. Swoją niezależność zawdzięcza rzece Walimce, która wcisnęła się pomiędzy dwa grzbiety, główny grzbiet z Wielką Sową i grzbiet z Włodarzem. Główny grzbiet nieznacznie wznosi się na północny zachód w kierunku partii szczytowej Włodarza, a następnie opada w kierunku Stróżowej Góry. Zbocze północno-wschodnie opada stromo w stronę Walimki, a południowo-zachodnie w stronę Bystrzycy. Od głównego grzbietu odchodzi prostopadle kilka małych grzbietów, które opadają podobnie jak zbocza. Masyw będąc fizycznogeograficzną podjednostkę Gór Sowich, stanowi teren o podobnym charakterze. Masyw charakteryzują stożkowo-kopulaste o stromych zboczach wzniesienia: Mosznej (771 m n.p.m.), Osówki (716 m n.p.m.), Włodarz (811 m n.p.m.), Sobonia (716 m n.p.m.) Ostrej (654 m n.p.m.). Najwyższym wzniesieniem masywu jest Włodarz, od którego masyw wziął nazwę.

### Rzeźba
Jest to urzeźbiony, zwarty masyw, o dość wyrównanym grzbiecie, którego zbocza, w niżej położonych partiach rozczłonkowane są dolinami potoków. Grzbiet główny masywu poprzecinany jest płytkimi przełęczami, które oddzielają wzniesienia oraz kilka odchodzących prostopadle małych grzbietów.

### Budowa
Masyw zajmuje północno-wschodni fragment niecki śródsudeckiej, na oderwanym i wypiętrzonym fragmencie formacji skalnej Masywu Czeskiego, obszar ten powstał w czasie najstarszych ruchów górotwórczych i nie podlegał zmianom w czasie późniejszych fałdowań. Ostateczny wygląd masyw otrzymał w okresie epoki lodowcowej. Jest to urzeźbiony masyw o ciekawej strukturze geologicznej. Masyw należy do bloku sowiogórskiego, który zbudowany jest z twardych prekambryjskich gnejsów i migmatytów, z niewielkimi wystąpieniami skał: ultrazasadowych, amfibolitów, serpentynitów, granulitów i pegmatytów.

### Krajobraz
Krajobraz masywu, przedstawia krajobraz niskich gór, z niezwykle różnorodną rzeźbą terenu.Część przedgórska jest pofałdowana z niewielkimi wzniesieniami, występują tu niewielkie doliny, a zbocza ponacinane są górskimi potokami. Rzeźbę masywu kształtują wyniesione szczyty z wyraźnym podkreśleniem zboczy, najwyższe wzniesienia nie przekraczają 820 m n.p.m. Masyw mimo niewielkich wysokości posiada strome zbocza i nieznacznie, pofalowaną linię grzbietową, poprzecinaną przełęczami. Większość środkowego obszaru, w którym położony jest grzbiet, zajmuje zwarty las świerkowy regla dolnego z domieszką drzew liściastych. Obrzeża zajmują górskie łąki, pola uprawne i częściowo nieużytki. Krajobraz częściowo przeobrażony. Pierwotny charakter krajobrazu w większości został zachowany.

### Klimat
Położenie fizycznogeograficzne oraz pobliskie pasma gór osłaniających masyw ze wszystkich stron sprawiają, że nad masywem ścierają się masy powietrzne, wpływające na kształtowanie się typów pogody i zjawisk atmosferycznych tego mikroregionu. Masyw leży w obszarze występowania klimatu przedgórskiego i odznacza się specyficznym, surowszym klimatem. Klimat panujący na terenie masywu jest typowym górskim klimatem, charakteryzującym się wysokimi opadami, niską średnią temperaturą i długo zalegającą pokrywą śnieżną. Przy wyżowych nocach zachodzi czasem zjawisko inwersji temperatur. Zimy są mroźne, a średnie temperatury zimą porównywalne są do temperatur wyższych gór. Opadom często towarzyszą gwałtowne burze z wyładowaniami. Wysokie opady, niskie roczne temperatury specyficzne położenie, wysokość względna sprzyjają przyrodzie typu górskiego.

## Wody
Masyw należy do zlewiska Morza Bałtyckiego, położony jest w dorzeczu Odry. Największą rzeką zbierająca wraz ze swoimi dopływami wody z południowo-zachodnich zboczy jest Bystrzyca, lewobrzeżny dopływy Odry, z północno-wschodnich zboczy wody zbierane są przez Walimkę i Jaworzynę, lewobrzeżne dopływy Bystrzycy.

## Miejscowości
W obrębie masywu położone są miejscowości: Jedlina-Zdrój, Olszyniec, Głuszyca, Walim, Rzeczka, Sierpnica, Kolce.